# Президентские выборы в Латвии (2007)
Президентские выборы 2007 года в Латвии состоялись 31 мая. Ряд кандидатов (Сандра Калниете от партии «Новое время», Марис Риекстиньш от «Народной партии» и Карина Петерсоне от партии «Латвийский путь») отозвали свои кандидатуры до голосования — Сандра Калниете, Марис Риекстиньш, Карина Петерсоне. Президентом Латвии был избран кандидат от правящей коалиции, врач, руководитель Больницы травматологии и ортопедии Валдис Затлерс.

## Первый тур

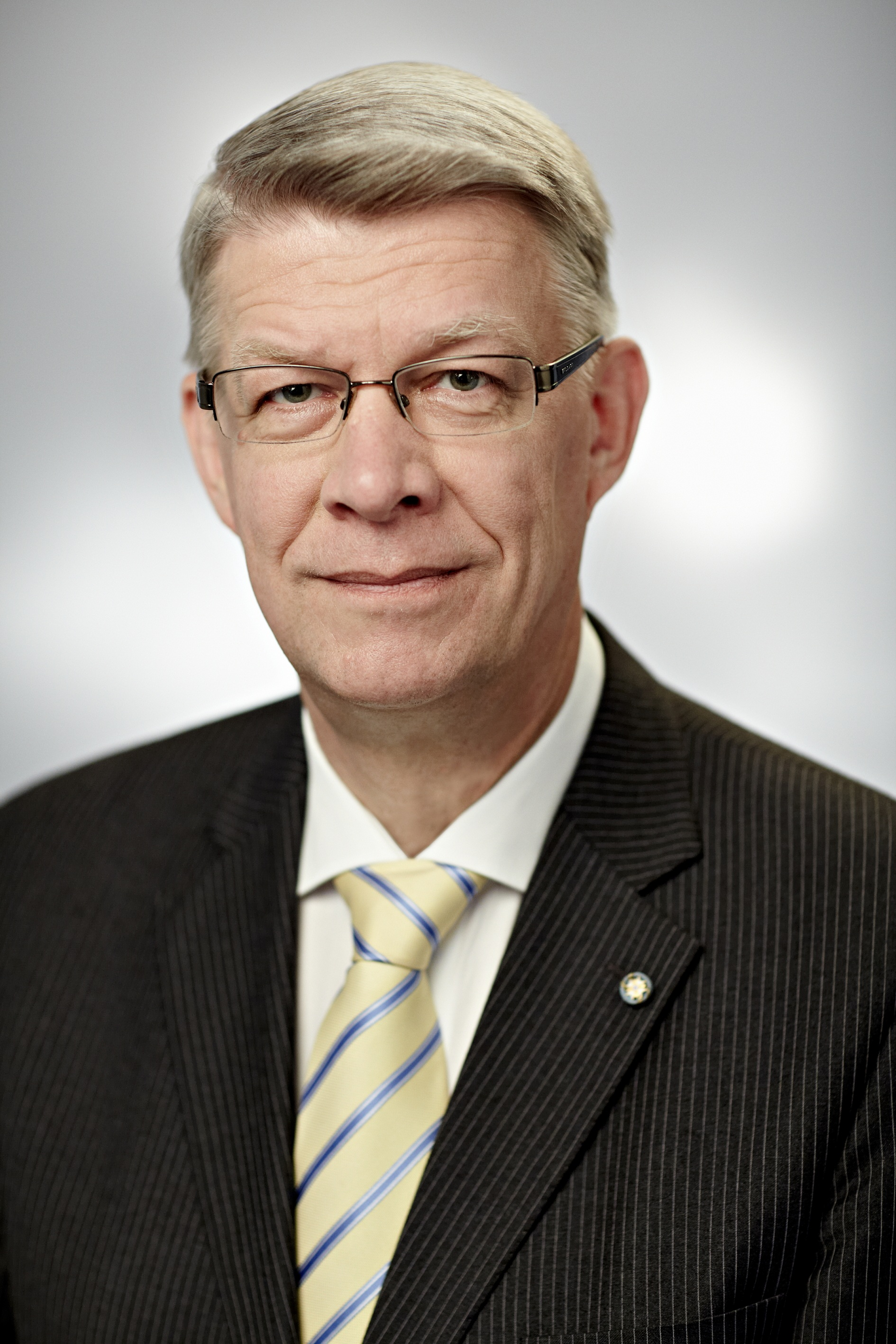
Валдис Затлерс

| Кандидат                   | Голоса |
| -------------------------- | ------ |
| Валдис Затлерс             | 58     |
| Айварс Эндзиньш            | 39     |
| Против всех                | 1      |
| Недействительные бюллетени | 0      |
| Всего                      | 98     |